# Гебгардт Фрідріх Карлович
Фрі́дріх Ка́рлович Гебга́рдт (нар. ? — пом. ?) — український педагог, статський радник.

## Життєпис

### Освіта
Закінчив Дерптський університет.

### Трудова діяльність
На державній службі з 17 грудня 1879 року. У Київському навчальному окрузі з 16 лютого 1881 року.
У джерелах стосовно державної служби починає згадуватися у 1880-1881 навчальному році як викладач предмету Німецька мова Суразької прогімназії.
У місті Златополі викладає предмет Німецька мова у чоловічій прогімназії у 1881-1885 навчальних роках без чину, у 1885-1889 навчальних роках вже у перетвореній на гімназію у чині колезький асесор, у 1889-1892 навчальних роках у чині надвірний радник, у 1892-1894 навчальних роках у чині колезький радник, у 1894-1899 навчальних роках у чині статський радник.

## Нагороди
- Орден Святого Станіслава 3 ступеня (28 грудня 1886[20])
- Орден Святого Станіслава 2 ступеня (посмертно[21])

## Сім'я
Дружина ?
Донька Юлія (після смерті батька опікуном станом на 29 листопада 1902 року був помічник класного наставника, діловод Златопільської чоловічої гімназії Фока Дем'янович Щербинський)

## Зазначення
1. 1 2  [Архівовано 30 листопада 2016 у Wayback Machine.] Державний архів Кіровоградської області. Кошторис витрат на службовців Златопільської чоловічої гімназії від 2 жовтня 1885 року. Ф.499 оп.1 спр.403 С. 2](рос. дореф.)
2. ↑  Адрес-Календарь. Общая Роспись начальствующих и прочих должностных лиц в Российской Империи на 1881 год. Часть 1 и 2. Ч. 1 С. 431 [Архівовано 22 жовтня 2016 у Wayback Machine.](рос. дореф.)
3. ↑  Адрес-Календарь. Общая Роспись начальствующих и прочих должностных лиц в Российской Империи на 1882 год. Часть 1 и 2. Ч. 1 С. 422 [Архівовано 22 жовтня 2016 у Wayback Machine.](рос. дореф.)
4. ↑  Адрес-Календарь. Общая Роспись начальствующих и прочих должностных лиц в Российской Империи на 1883 год. Часть 1 и 2. Ч. 1 С. 424 [Архівовано 22 жовтня 2016 у Wayback Machine.](рос. дореф.)
5. ↑  Адрес-Календарь. Общая Роспись начальствующих и прочих должностных лиц в Российской Империи на 1885 год. Часть 1 и 2. Ч. 1 С. 411 [Архівовано 22 жовтня 2016 у Wayback Machine.](рос. дореф.)
6. ↑  Адрес-Календарь. Общая Роспись начальствующих и прочих должностных лиц в Российской Империи на 1886 год. Часть 1 и 2. Ч. 1 С. 408 [Архівовано 22 жовтня 2016 у Wayback Machine.](рос. дореф.)
7. ↑  Адрес-Календарь. Общая Роспись начальствующих и прочих должностных лиц в Российской Империи на 1887 год. Часть 1 и 2. Ч. 1 С. 404 [Архівовано 22 жовтня 2016 у Wayback Machine.](рос. дореф.)
8. ↑  1888. Адрес-Календарь. Общая роспись начальствующих и прочих должностных лиц по всем управлениям в Российской Империи, часть 1 и 2. Ч. 1 С. 403 [Архівовано 22 жовтня 2016 у Wayback Machine.](рос. дореф.)
9. ↑  1889. Адрес-календарь. Общая роспись начальствующих и прочих должностных лиц по всем управлениям в Российской Империи, часть 1 и 2. Ч. 1 С. 397 [Архівовано 22 жовтня 2016 у Wayback Machine.](рос. дореф.)
10. ↑  Адрес-календарь Российской Империи. (часть 1 и 2). Ч. 1 С. 398 [Архівовано 10 квітня 2011 у Wayback Machine.](рос. дореф.)
11. ↑  Адрес-календарь. Общая роспись начальствующих и прочих должностных лиц по всем управлениям в Российской Империи, часть 1 и 2. Ч. 1 С. 395 [Архівовано 22 жовтня 2016 у Wayback Machine.](рос. дореф.)
12. ↑  Адрес-календарь. Общая роспись начальствующих и прочих должностных лиц по всем управлениям в Российской Империи на 1892 год, часть 1 и 2. Ч. 1 С. 385 [Архівовано 22 жовтня 2016 у Wayback Machine.](рос. дореф.)
13. ↑  Адрес-календарь. Общая роспись начальствующих и прочих должностных лиц по всем управлениям в Российской Империи на 1893 год, часть 1 и 2. Ч. 1 С. 519 [Архівовано 22 жовтня 2016 у Wayback Machine.](рос. дореф.)
14. ↑  Адрес-Календарь. Общая Роспись начальствующих и прочих должностных лиц по всем управлениям в Российской Империи на 1894 год. Часть 1 и 2. Ч. 1 С. 523 [Архівовано 22 жовтня 2016 у Wayback Machine.](рос. дореф.)
15. ↑  Адрес-Календарь. Общая Роспись начальствующих и прочих должностных лиц по всем управлениям в Российской Империи на 1895 год. Часть 1 и 2. Ч. 1 С. 535 [Архівовано 2 лютого 2017 у Wayback Machine.](рос. дореф.)
16. ↑  Адрес-Календарь. Общая Роспись начальствующих и прочих должностных лиц по всем управлениям в Российской Империи на 1896 год. Часть 1 и 2. Ч. 1 С. 544 [Архівовано 20 грудня 2016 у Wayback Machine.](рос. дореф.)
17. ↑  Адрес-Календарь. Общая Роспись начальствующих и прочих должностных лиц по всем управлениям в Российской Империи на 1897 год. Часть 1 и 2. Ч. 1 С. 218 [Архівовано 20 грудня 2016 у Wayback Machine.](рос. дореф.)
18. ↑  Адрес-Календарь. Общая Роспись начальствующих и прочих должностных лиц по всем управлениям в Российской Империи на 1898 год. Часть 1 и 2. Ч. 1 С. 224 [Архівовано 26 лютого 2015 у Wayback Machine.](рос. дореф.)
19. ↑  Памятная книжка Киевской губернии на 1899 год. 17-й год. С. 210 [Архівовано 5 листопада 2016 у Wayback Machine.](рос. дореф.)
20. ↑  Державний архів Кіровоградської області. Список службовців Златопільської чоловічої гімназії на нагороди. Ф. 499 оп. 1 спр. 451 С. 11 [Архівовано 30 листопада 2016 у Wayback Machine.](рос. дореф.)
21. 1 2  Державний архів Кіровоградської області. Ф. 499 оп. 1 спр. 332 С. 36 [Архівовано 30 листопада 2016 у Wayback Machine.](рос. дореф.)